# Samizdat
Samizdat (rus. самиздат, скр. од самостоятельное издательство —„самостално издаваштво”) je samostalno izdavanje knjiga koje su, najčešće, zabranjene od strane države ili nepoželjne od strane izdavačkih kuća. Može se odnositi i na samostalna muzička izdanja autora koji nemaju ugovore sa izdavačkim kućama, najčešće na audio kasetama i kompakt diskovima.
Termin samizdat je postao naročito poznat za vreme Sovjetskog Saveza, kada je ušao i u druge (neslovenske) jezike u smislu tajnog štampanja, kopiranja i širenja zabranjene literature. Samostalni izdavač je izrađivao svega nekoliko primeraka, a od svakog ko je dobijao literaturu se očekivalo da napravi još kopija. Ovo se najčešće radilo prepisivanjem ili prekucavanjem, jer je fotokopir mašine čuvala KGB. Izrada i posedovanje samizdat literature je bilo strogo kažnjavano. 
Tehnike izrade samizdata su varirale od pisanja komadom ugljena na papiru, kucanja na pisaćoj mašini, do štampanja na poluprofesionalnim štamparskim presama u velikim tiražima. 
Neke od knjiga, koje su danas postale klasici svetske književnosti, su izvorno bili samizdat, poput "Majstora i Margarite" Mihaila Bulgakova. 

## Spoljašnje veze
- Izveštaj KGB-a iz decembra 1970. o "alarmantnim političkim tendencijama" samizdata i preventivnim merama
- Antologija samizdata
- Samizdat arhiva